# كأس تونس 2024–25

كأس تونس 2024-25 (كأس تونس أو كأس الهادي شاكر ) هي النسخة الحادية والتسعين من منافسات كأس تونس لكرة القدم. وتمَّ تنظيم المسابقة من الجامعة التونسية لكرة القدم وهي مفتوحة لجميع الأندية في تونس.

## النهائي
أقيمت المباراة النهائية يوم 1 يونيو 2025 في ملعب حمادي العقربي بتونس.
| 0 | : | 0 | الشوط الأول |